# Feast 2: No Limit
Série
Feast
(2005) Feast 3: The Happy Finish
(2009)
Pour plus de détails, voir Fiche technique et Distribution.
Feast 2: No Limit (Feast II: Sloppy Seconds) est un film américain réalisé par John Gulager, sorti en 2008.

## Synopsis
Honey Pie et le barman, survivants du bar où ont eu lieu les attaques des monstres, vont se rendre malgré eux dans une petite ville proche. Malheureusement pour eux, les créatures ne tardent pas à revenir semer la pagaille et la destruction. Ils devront alors faire équipe avec un gang de bikeuses et deux catcheurs nains pour tenter de résister…

## Fiche technique
- Titre : Feast 2: No Limit
- Titre original : Feast II: Sloppy Seconds
- Réalisation : John Gulager
- Scénario : Patrick Melton, Marcus Dunstan
- Producteur : Michael Leahy
- Distribution : Dimension Films
- Photo : Kevin Atkinson
- Budget : 2 000 000 $
- Langue : anglais
- Dates de sortie : 
  - États-Unis : 19 septembre 2008
  - France : 19 octobre 2010

## Distribution
- Jenny Wade : Honey Pie
- Clu Gulager : barman
- Tom Gulager : Greg
- Martin Klebba
- Josh Blue : Short Bus Gus

## Saga Feast
- 2005 : Feast, de John Gulager
- 2008 : Feast III: The Happy Finish (en), de John Gulager